# Nowa substancja psychoaktywna

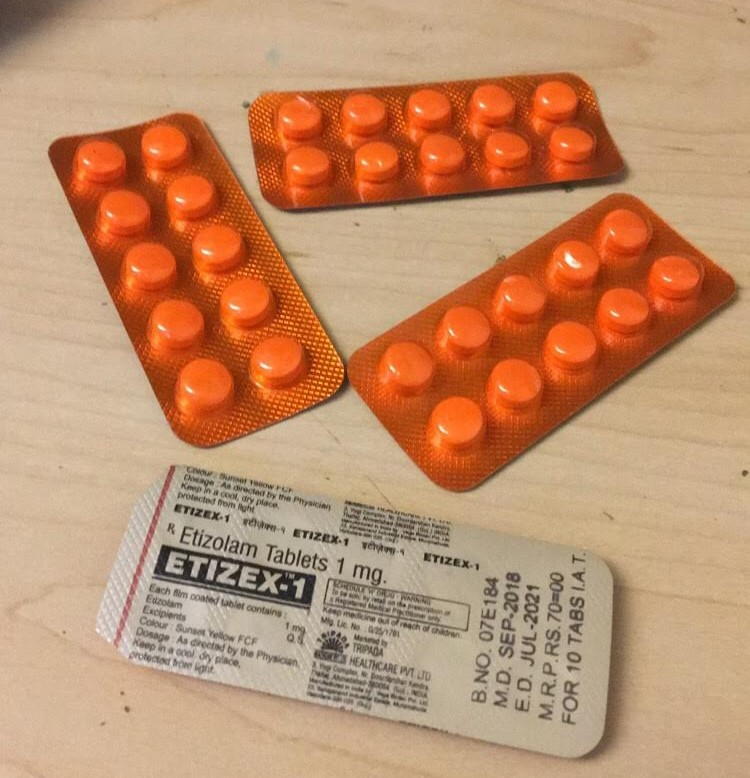
Etizolam (pochodna benzodiazepiny niemająca zastosowania medycznego w Polsce) to jedna z wielu tzw. nowych substancji psychoaktywnych (tutaj w postaci produktu leczniczego pod nazwą handlową Etizex).

Nowa substancja psychoaktywna (NSP) – określenie stosowane w polskim prawie, użyte w Ustawie z dnia 29 lipca 2005 r. o przeciwdziałaniu narkomanii, zgodnie z którą oznacza ono „każdą substancję lub grupy substancji pochodzenia naturalnego lub syntetycznego w formie czystej lub w formie preparatu działającą na ośrodkowy układ nerwowy, inną niż substancja psychotropowa i środek odurzający, stwarzającą (...) zagrożenia dla zdrowia lub zagrożenia społeczne porównywalne do zagrożeń stwarzanych przez substancję psychotropową lub środek odurzający, lub które naśladują działanie tych substancji”. O zakwalifikowaniu danej substancji jako nowej substancji psychoaktywnej (ujętej w ustawowym wykazie) decyduje się na podstawie rekomendacji Zespołu do spraw oceny ryzyka zagrożeń dla zdrowia lub życia ludzi związanych z używaniem nowych substancji psychoaktywnych powoływanego przez ministra właściwego do spraw zdrowia. Zgodnie z art. 44e Ustawy „substancję będącą jednocześnie środkiem odurzającym i nową substancją psychoaktywną albo substancją psychotropową i nową substancją psychoaktywną uznaje się odpowiednio za środek odurzający albo substancję psychotropową”. Nowe substancje psychoaktywne wraz ze środkami zastępczymi wypełniają ustawową definicję tzw. dopalaczy.

## Wykaz nowych substancji psychoaktywnych
Listę opracowano na podstawie Rozporządzenia Ministra Zdrowia z dnia 17 sierpnia 2018 r. w sprawie wykazu substancji psychotropowych, środków odurzających oraz nowych substancji psychoaktywnych oraz Rozporządzenia Ministra Zdrowia z dnia 21 sierpnia 2019 r. zmieniające rozporządzenie w sprawie wykazu substancji psychotropowych, środków odurzających oraz nowych substancji psychoaktywnych:

- 4-CEC (4-chloroetkatynon)
- 5-Cl-UR-14
- 2-CMC (2-chlorometkatynon)
- 4-EEC (4-etyloetkatynon)
- 5F-AB-PINACA
- 5F-AMB
- 3-Me-MAPB
- 4-metylo-N,N-DMC (4-MDMC)
- NM-2201
- PV8 (alfa-PEP, alfa-PHPP)
- THJ-2201
- alfa-PVT (αpirolidynopentiotiofenon, αpirolidynowalerotiofenon)
- NEP (alfa-etyloaminopentiofenon, N-Etylonorpentedron, alfaetyloaminowalerofenon, alfa-EAPP)
- 5-DBFPV (3-deoxy-3,4-MDPV)
- 4-Cl-α-PVP
- NEMNP (4-metylo-N-etylonorpentedron, 4-MEAP, 4-metyl-alfa-etylaminopentiofenon)
- 5F-AMBICA (N-(1-amino-3-metylo-1-oksobutan-2-ylo)-1-(5-fluoropentylo)-1H-indol-3-karboksyamid)
- TH-PVP (2-(pirolidyn-1-ylo)-1-(5,6,7,8-tetrahydronaftalen-2-ylo)pentan-1-on)
- N-propylopentedron[a]
- N-izopropylopentedron[a]
- α-PHiP (αpirolidynoizoheksanofenon)
- 3-CEC (3-chloroetkatynon)
- AMB-CHMICA (MMB-CHMICA)
- MDPHP (1-(1,3-benzodioksol-5-ylo)-2-(1-pirolidyn-1-ylo)heksan-1-on)
- 4-Fluoropentedron (4-FPD)
- MPHP (4-metylo-α-pirolidynoheksofenon)
- etizolam
- benzylofentanyl
- 3-Fluorofenmetrazyna (3-FPM, 3F-fenmetrazyna, PAL-593, 3-FPH, 3-FMP)
- klonazolam (Clonitrazolam)
- flubromazolam
- diklazepam (2-Chlorodiazepam, Ro 5-3448)
- 3-Hydroksyfenazepam (3-hydroxy BD 98)
- 4-HO-MiPT (4-hydroksy-N-metylo-Nizopropylotryptamina)
- ALD-52 (N-acetylo-LSD, ALD)
- ETH-LAD (N-etylnor LSD, Dietyloamid kwasu 6-etylo-6-norlizergowego)
- pF-4-Metyloaminoreks (4-Fluoro-4-metyloaminoreks parafluoro-4-metyloaminoreks)

Za nowe substancje psychoaktywne uznawane są również „sole nowych substancji psychoaktywnych wyżej wymienionych, jeżeli istnienie takich soli jest możliwe” oraz „stereoizomery nowych substancji psychoaktywnych wyżej wymienionych, jeżeli istnienie takich stereoizomerów jest możliwe w ramach użytego oznaczenia chemicznego”.

## Statystyki zatruć i zgonów
Główny Inspektor Sanitarny prowadzi rejestr zatruć środkami zastępczymi lub nowymi substancjami psychoaktywnymi. W rejestrze gromadzi się zgłoszenia podmiotów wykonujących działalność leczniczą oraz podmiotów przeprowadzających badanie pośmiertne dotyczące zatruć, podejrzeń zatruć albo zgonów, których przyczyną mogło być albo było zatrucie m.in. nową substancją psychoaktywną. Zgłoszenia przekazuje się drogą elektroniczną państwowym powiatowym inspektorom sanitarnym w ciągu 48 godzin od wystąpienia wspomnianych okoliczności. Główny Inspektor Sanitarny do 31 marca każdego roku udostępnia na stronie podmiotowej Biuletynu Informacji Publicznej raport dotyczący zatruć środkiem zastępczym lub nową substancją psychoaktywną za poprzedni rok.

### 2019
W 2019 zgłoszono 2148 przypadków zatruć lub podejrzeń zatruć nowymi substancjami psychoaktywnymi lub środkami zastępczymi – od 139 do 227 zgłoszeń miesięcznie, przy czym średnia miesięczna liczba interwencji medycznych w tego typu przypadkach wyniosła 179. W II połowie roku zaobserwowano stopniowe zmniejszanie się liczby takich zdarzeń. Najwięcej przypadków zatruć lub podejrzeń zatruć NSP lub środkami zastępczymi było w województwie łódzkim (625) oraz śląskim (595), najmniej zaś w opolskim (6). 84,3% zgłoszeń dotyczyło mężczyzn a 15,7% kobiet. Najwięcej zgłoszeń odnotowano w grupach wiekowych 19–24 lat (594) oraz 30–39 lat (563), najmniej zaś w grupie 7–12 lat (6), przy czym nie odnotowano żadnego przypadku wśród osób poniżej 7 lat, a w 28 przypadkach nie ustalono wieku pacjenta. Przypadki wśród osób poniżej 18. roku życia stanowiły 388, czyli 18% wszystkich zgłoszeń. Na 100 tys. mieszkańców kraju przypadło 5,60 zgłoszeń – najwięcej w woj. łódzkim (25,40 przypadków na 100 tys. mieszkańców województwa) i śląskim (13,15), najmniej zaś w opolskim (0,61). Najwięcej przypadków na 100 tys. osób według grup wiekowych miało miejsce w grupie 19–24 lat (24,14) oraz 16–18 lat (24,11), najmniej zaś w grupie 7–12 lat (0,24). Wśród osób poniżej 18. roku życia miało miejsce 5,31 przypadków na 100 tys. przedstawicieli tej grupy wiekowej. Wśród wszystkich 2148 przypadków, 130 osób (6%) nie wymagało hospitalizacji, 319 osobom (15%) udzielono porady ambulatoryjnej, a 470 osób (23%) było poddanych hospitalizacji lub leczeniu w szpitalnych oddziałach ratunkowych maksymalnie przez dobę (z czego 219 pacjentów zostało wypisanych przed upływem 8 godzin). 1168 osób (56%) było hospitalizowanych na innych oddziałach szpitalnych w tym: 606 osób na oddziałach toksykologii klinicznej, 164 osób na oddziałach psychiatrii, 94 osoby na oddziałach pediatrii, 33 osoby na oddziałach chorób wewnętrznych, 16 osób na oddziałach psychiatrii dziecięcej, 5 osób na oddziałach leczenia uzależnień, 4 osoby na oddziałach chirurgii, 4 osoby na oddziałach intensywnej terapii, a 2 osoby na oddziałach ortopedii. W przypadku 240 osób brak jest informacji o oddziale szpitalnym, w którym miała miejsce hospitalizacja. W 18 przypadkach nie udało się ustalić trybu udzielenia świadczenia zdrowotnego, a 43 zgłoszenia wiązały się ze zgonem (w tym 33 przypadki poza szpitalem, „w miejscu zdarzenia”).

### 2018
W 2018 zgłoszono 4258 przypadków zatruć lub podejrzeń zatruć NSP lub środkami zastępczymi – najwięcej w woj. śląskim (1114) i łódzkim (1094), najmniej zaś w opolskim (16). 85,4% przypadków w tym roku dotyczyło mężczyzn, a 13,5% – kobiet; w 1,1% przypadków nie udało się ustalić płci. Najwięcej zgłoszeń odnotowano w grupach wiekowych 19–24 lat (1251) oraz 30–39 lat (1065), najmniej zaś w grupie 7–12 lat (11) oraz 0–6 lat (2). 686 zgłoszeń dotyczyło osób poniżej 18. roku życia. W 233 przypadkach nie udało się ustalić wieku osoby.

### 2017
W 2017 zgłoszono 4324 przypadki zatruć lub podejrzeń zatruć NSP lub środkami zastępczymi – najwięcej w woj. śląskim (1266) i łódzkim (961), najmniej zaś w opolskim (12). 84,9% przypadków w tym roku dotyczyło mężczyzn, a 13,3% – kobiet; w 0,3% przypadków nie udało się ustalić płci. Najwięcej zgłoszeń odnotowano w grupach wiekowych 19–24 lat (1397) oraz 30–39 lat (872), najmniej zaś w grupie 7–12 lat (16), przy czym nie odnotowano żadnego przypadku wśród osób poniżej 7 lat. 886 zgłoszeń dotyczyło osób poniżej 18. roku życia. W 194 przypadkach nie udało się ustalić wieku osoby.

### 2016
W 2016 zgłoszono 4369 przypadków zatruć lub podejrzeń zatruć NSP lub środkami zastępczymi – najwięcej w woj. łódzkim (1441) i śląskim (987), najmniej zaś w opolskim (6). 87,8% przypadków w tym roku dotyczyło mężczyzn, a 11,9% – kobiet; w 1,1% przypadków nie udało się ustalić płci. Najwięcej zgłoszeń odnotowano w grupach wiekowych 19–24 lat (1376), 25–29 lat (858) oraz 30–39 lat (837), najmniej zaś w grupie 7–12 lat (26), przy czym nie odnotowano żadnego przypadku wśród osób poniżej 7 lat. 1038 zgłoszeń dotyczyło osób poniżej 18. roku życia. W 100 przypadkach nie udało się ustalić wieku osoby.

### 2015
W 2015 zgłoszono 7357 przypadków zatruć lub podejrzeń zatruć NSP lub środkami zastępczymi – najwięcej w woj. śląskim (1854) i łódzkim (1499), najmniej zaś w opolskim (30). 85,3% przypadków w tym roku dotyczyło mężczyzn, a 13,8% – kobiet; w 0,9% przypadków nie udało się ustalić płci. Najwięcej zgłoszeń odnotowano w grupach wiekowych 19–24 lat (2400), 30–39 lat (1245) oraz 25–29 lat (1231), najmniej zaś w grupie 7–12 lat (29) oraz 0–6 lat (2). 2077 zgłoszeń dotyczyło osób poniżej 18. roku życia. W 219 przypadkach nie udało się ustalić wieku osoby.

## Przepisy karne
Posiadanie nowych substancji psychoaktywnych wbrew przepisom Ustawy zagrożone jest grzywną. W przypadku posiadania znacznej ilości nowej substancji psychoaktywnej sprawca podlega grzywnie, karze ograniczenia wolności lub karze pozbawienia wolności do lat 3. W przypadku posiadania nowej substancji psychoaktywnej w ilości nieznacznej, przeznaczonej na własny użytek sprawcy postępowanie można umorzyć, m.in. ze względu na niski stopień społecznej szkodliwości czynu.